# 東京都公安委員会
東京都公安委員会（とうきょうとこうあんいいんかい）は、警視庁を管理するため東京都知事所轄の下に設置される行政委員会である。5人の委員で組織される。所在地は東京都千代田区霞が関二丁目1番1号である。

## 委員
- 委員長
  - 広瀬道明（元東京ガス株式会社取締役会長）
- 委員
  - 伊藤秀樹 (元外交官、駐バーレーン大使)
  - 江口とし子（弁護士、元大阪高等裁判所部総括判事）
  - 木村光江（刑法学者、東京都立大学名誉教授）
  - 関根信夫（医師、地域医療機能推進機構東京新宿メディカルセンター院長）

（2024年10月4日現在）

## 下部組織
- 警視庁